# 西洋史

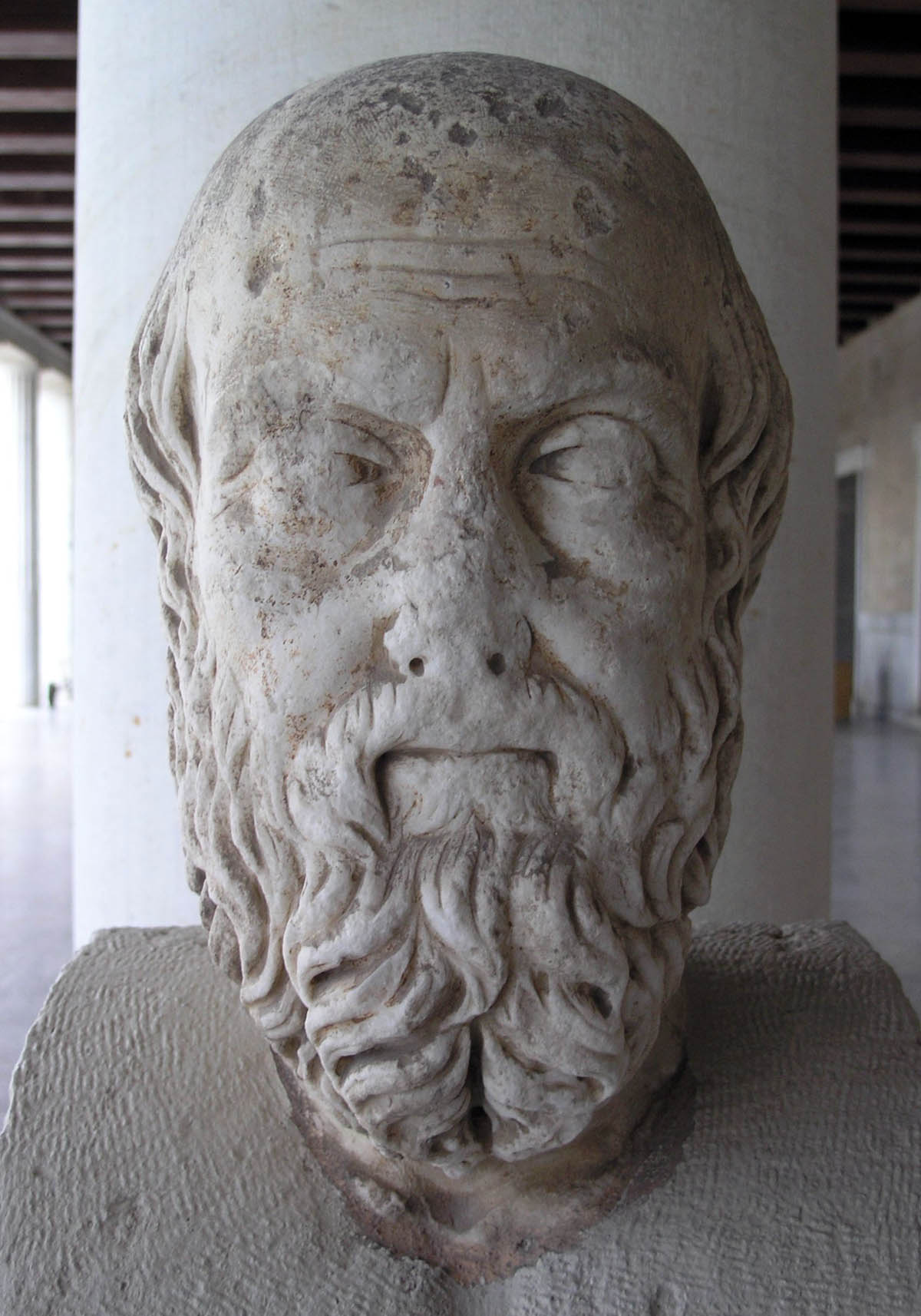
ヘロドトス。欧州文明における「歴史の父」。

西洋史（せいようし、英語: Occidental History、Western History）は、欧州を中心とする西洋世界の歴史。日本や韓国の歴史学や歴史教育では国史、東洋史と並ぶ三領域の一つ。
司馬遷などの手法に基づく東洋的な歴史学に対して、古代ギリシアのヘロドトス（ヘーロドトス）などの手法に基づく西洋的な歴史学の方法を指すこともある。
日本の西洋史学は、ドイツのレオポルト・フォン・ランケの史料批判に基づく実証主義的な科学的歴史学が、帝国大学（東京帝国大学）教師のルートヴィヒ・リースによって導入されたのが始まりである。ただし、近代以前にも蘭学者、洋学者による実証的な西洋史研究は行われている。
古代オリエント、ローマ帝国時代や十字軍時代の地中海、マグリブ、中東、近代以降のアメリカ合衆国などアメリカ州やオセアニア州を含むため、欧州史とは異なる概念である。

例えば、中央大学文学部東洋史学専攻のウェブサイトでは以下の説明がある。
日本でいう西洋史とは、古代オリエントからギリシア・ローマを経てヨーロッパに至る文明の流れのことです。それをふまえて簡潔にいうと、「イスラーム以前の中東・北アフリカの歴史」とロシア史は西洋史、日本列島の歴史は日本史で、それらを除くアジア・アフリカの歴史はすべて東洋史だと考えておけば、だいたい間違いはありません。

## 下位分野

### 地域別
- 欧州史（ヨーロッパ史）
- アメリカ史
- オセアニア史

### 主題別
- 西洋政治史/西洋外交史/西洋政治外交史
- 西洋経済史（欧州経済史）
- 西洋法制史
- 西洋文化史
- 西洋教育史
- 西洋思想史
  - 西洋哲学史
  - 西洋政治思想史
  - 西洋経済思想史
  - 西洋社会思想史
  - 西洋教育思想史
  - 西洋法思想史
- 西洋美術史
- 西洋音楽史